# Szabó András (hegedűs)
Szabó András (Dunaújváros, 1952–) magyar zenész. Elsősorban hegedűn, gitáron játszik, de több zenekarban közreműködik énekhanggal és billentyűs hangszereken is.

## Pályafutása
1957 óta hegedül, 1965 óta gitározik, illetve ebben az évben költözött Budapestre is. 1971-ben érettségizett, 1975-ig a Bánki Donát Műszaki Főiskolára járt.
Népzenei pályafutását 1973-ban kezdte a Vízöntő tagjaként, miközben a Bihari János Táncegyüttest is kísérte.
1974-ben három zenésztársával kiváltak és előbb az Orfeo zenei/képzőművészeti/színházi csoporttal összeolvadva Kolinda néven dolgoztak tovább, majd 1975-ben megalapították a Gépfolklór zenekart. Ebben, az első formációjában (Tzortzoglou Jorgosz, Balázs János, Szabó András)  1978-ig dolgoztak együtt. 1975-ben megnyerték a Székesfehérvári Fiatal Dalosok Találkozóját. A zenekar később új formációval (Cziránku Sándor, Szemes László, Donászy Tibor, Tzortzoglou Jorgosz és Szabó András) és egy koncepcióváltással (az elektromos gitárokkal a folk-rock hangzás került előtérbe) 1982-84 között, a Honvéd Együttesben szerveződött újjá. Ebben az időszakban készült el a Barbaro című műsoros kazetta, később pedig ugyanezzel a névvel egy 25 perces tv-klip. Majd a csapat újra feloszlott.
Zeneszerzőként közreműködött Tarr Béla Szabadgyalog című filmjében (1981) - amiben főszerepet is játszott -, majd a Macbeth című tévéfilmjében (1982). Több filmnél statisztált is.
1987-95-ig a Honvéd Művészegyüttes tagja volt, a volt Hegedős zenekar zenészeként, ahol népzenei téren tovább fejlődhetett.
1994-ben alakult újjá ismét a Gépfolklór zenekar. Azóta - ugyan több átalakulás is volt de - folyamatosan koncertezik az együttessel és több albumuk is megjelent. Szinte kizárólag saját dalokat játszanak.
1995 óta állandó vendég a Republic együttes lemezein és koncertjein (melyeken elsősorban hegedűn, de billentyűs hangszereken, akusztikus gitáron is közreműködik). Itt kapta a „nyolcadik Republic”, a „Bundás” és a „Kossuth-díjas Érdemes Művész” beceneveket.